# Дженнер, Барнетт
Барон Барнетт Дженнер (20 июня 1892 – 4 мая 1982) - британский политик, избирался либеральным членом парламента, а затем лейбористом.

## Ранняя жизнь
Дженнер родился в семье литваков в Луоке в Ковенской губернии Российской империи, на территории нынешней Литвы. Он был сыном Джозефа и Гертруды Дженнер. В возрасте девяти месяцев его семья, члены которой была ортодоксальными евреями, переехала в Барри, Гламорган, Уэльс, где его отец открыл мебельный магазин.
Дженнер получил образование в местной школе, затем  получил стипендию для обучения в Университетском колледже Южного Уэльса и Монмутшира в Кардиффе. Он был президентом студенческого союза и редактировал журнал колледжа. Он получил степень бакалавра английского языка и математики в 1914 году, затем служил в Королевской гарнизонной артиллерии во время Первой мировой войны.Изучив юриспруденцию до войны, он был принят на должность солиситора в 1919 году и открыл юридическую практику в Кардиффе.

## Либеральная политика
Дженнер пришел в политику в 1920 году, когда безуспешно баллотировался на выборах в городской совет Кардиффа как кандидат от Товарищей по Великой войне. Три года спустя он вступил в Либеральную партию, но снова не смог получить место в совете. В 1926 году он был избран в Совет депутатов британских евреев, а впоследствии стал членом исполнительной власти Британской сионистской федерации.
На всеобщих выборах 1929 года он был кандидатом от либералов от Центрального избирательного округа Кардиффа, но не был избран. Позже в том же году он переехал в Хендон, северный Лондон, и устроился на работу секретарем компании и адвокатом в бизнесе своего тестя.
В 1930 году умер Гарри Гослинг, действующий член парламента от лейбористской партии от избирательного округа Уайтчепел и Сент-Джордж в лондонском Ист-Энде. Дженнер был выбран для участия в итоговых дополнительных выборах. В этом районе проживало большое еврейское население, и он проводил кампанию в противовес политике правительства в отношении Палестины, но потерпел незначительное поражение. Десять месяцев спустя на всеобщих выборах 1931 года Дженнер снова оспаривал место либералов в Уайтчепеле, на этот раз его вернули в Палату общин. На следующих всеобщих выборах в 1935 году Дженнер баллотировался как кандидат от либералов и антифашистов, но был одним из многих либералов, потерявших свои места, и Лейбористская партия вернула себе это место.

## Трудовая политика

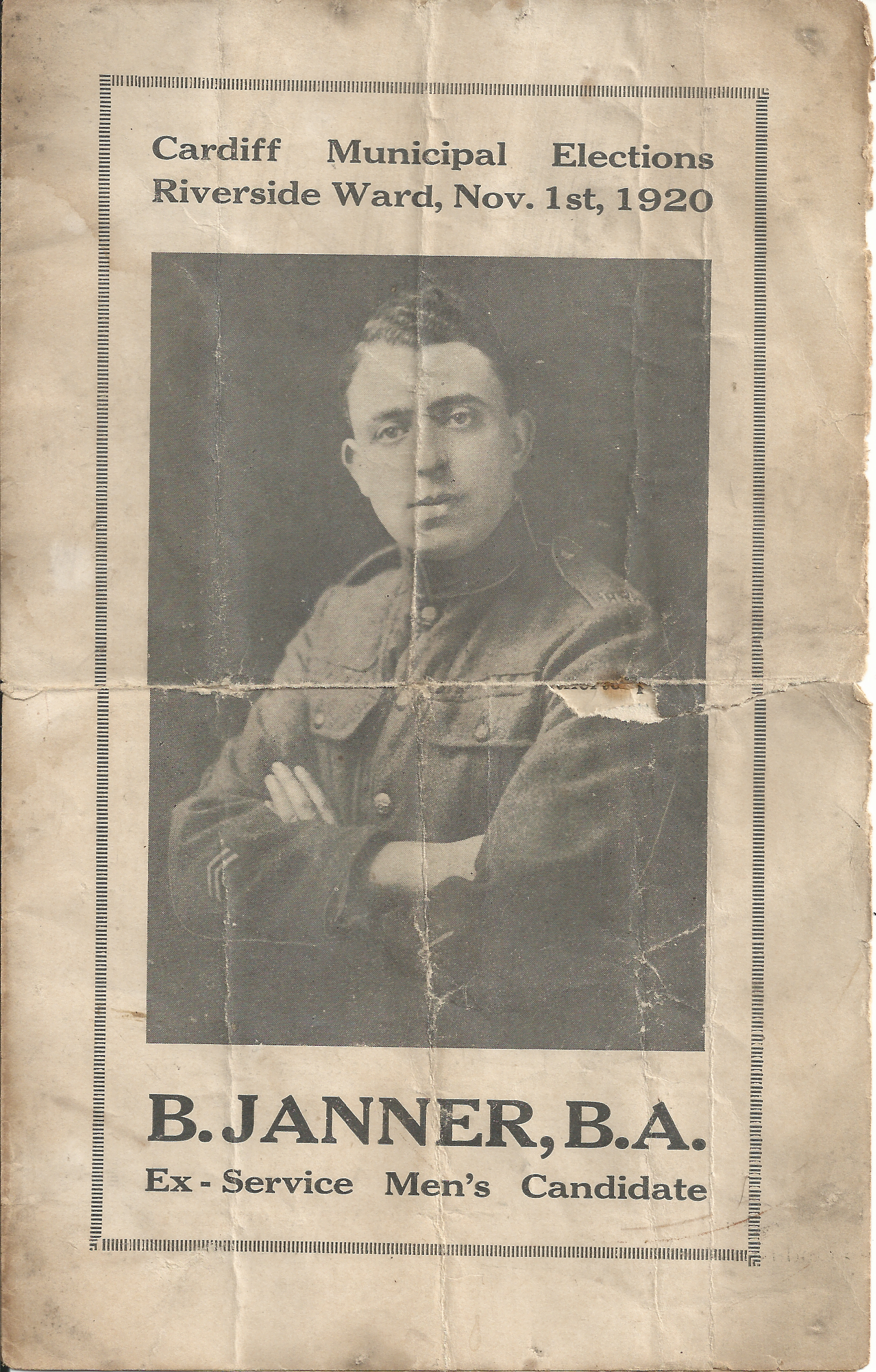
Плакат о выборах в городской совет Кардиффа 1920 года

В течение года после потери своего места либерала Дженнер вступил в Лейбористскую партию и был быстро выбран в качестве потенциального кандидата в Западный Лестер, который принадлежал Национальной лейбористской партии с небольшим большинством голосов. В случае, если выборов не было в течение десяти лет из-за Второй мировой войны.
Дженнер вернулся в парламент десять лет спустя, когда на всеобщих выборах 1945 года был избран депутатом от лейбористской партии от Лестер-Уэст, победив Гарольда Николсона, действующего члена парламента от Национальной лейбористской партии. Когда этот избирательный округ был упразднен в связи с выборами 1950 года, он был переизбран в новый Северо-Западный избирательный округ Лестера. Он занимал это место до тех пор, пока не ушел из Палаты общин на всеобщих выборах 1970 года, когда его место от лейбористов занял его сын Гревилл.
Посвящен в рыцари в 1961 году, 20 июня 1970 года Дженнер стал пожизненным пэром и принял титул барона Дженнера из города Лестер.

## Еврейская община
Дженнер занимал множество должностей в еврейской общине, в том числе был президентом Совета депутатов британских евреев, 1955–64.

## Личная жизнь
В 1927 году Дженнер женился на Элси Сибил Коэн, дочери владельца мебельного магазина. Их сын Гревилл Дженнер, позже Барон Дженнер из Браунстоуна сменил своего отца на посту члена парламента от лейбористской партии от северо-Западного Лестера в 1970 году.